# Чавдар Мутафов
Чавдар Петров Мутафов е български архитект и писател-модернист.

## Биография
Роден е на 19 септември (1 октомври нов стил) 1889 в Севлиево. Баща му Петър Мутафов е известен социалдемократ. Завършва основно образование в родния си град, а гимназия – в София. Завършва машинно инженерство (1908 – 1912) и архитектура (1923 – 1925) в Мюнхен, като междувременно участва във войните.
Работи като архитект, художествен критик, редактор. В периода (1925 – 1927) е член на литературния кръг „Стрелец“. Публикува основните си произведения между двете световни войни – „Марионетки“ (1920) и „Дилетант. Декоративен роман“ (1926). Книгата „Марионетки“ на Чавдар Мутафов излиза в само 21 екземпляра. Освен това Мутафов е автор на множество художествени есета, разкази и манифести. Занимава се и с литературна критика. Женен е за писателката Фани Попова-Мутафова.
Член-учредител е на Дружеството на есеистите в България, член е на българския ПЕН клуб и на Европейския писателски съюз.
След деветосептемврийския преврат през 1944 г. Чавдар Мутафов е изключен от Съюза на българските преводачи поради обвинения за профашистки убеждения. През 1945 г. е изпратен в трудов лагер (в мините на Бобовдол) без съд и присъда; по същото време съпругата му е в затвора. През 1946 г. е освободен. Участва за кратко в редактирането на сп. „Архитектура“, но след това от 1947 г. до смъртта си през 1954 г. е безработен и нито един негов текст не е допуснат до печат.

## Памет
На Чавдар Мутафов е наречена улица в квартал „Витоша“ в София (Карта).

## Галерия
- Фани Попова и Чавдар Мутафов, сватбена снимка, 1922 г.
- Портрет на Чавдар Мутафов от Иван Милев
- Снимка на български писатели, поети, литературни критици и общественици по повод посещението в България на френския поет Жул Ромен, датирана не по-късно от 1939 г. Присъстват (от дясно наляво) Георги Райчев, Владимир Василев, Константин Константинов, Чавдар Мутафов, Асен Разцветников, Анна Каменова, Емануил Попдимитров, Ст. Л. Костов, Боян Болгар, Ангел Каралийчев, Николай Лилиев, Дора Габе, Жул Ромен, Георги Цанев, Малчо Николов, Елисавета Багряна, Сирак Скитник, Константин Петканов, Богдан Филов. Източник: ДА „Архиви“
- Сътрудниците на списание „Златорог“ (1925 – 1927). Мутафов е вторият прав отляво надясно на четвъртия ред. Източник: Държавна агенция „Архиви“.